# Gwendoline Neligan
Gwendoline Frances Elizabeth Neligan (ur. 23 listopada 1905 w Londynie, zm. 10 kwietnia 1972 w St. Pancras) – brytyjska florecistka, trzykrotna medalistka mistrzostw świata.
Podczas mistrzostw świata w Budapeszcie w 1933 roku (oficjalnie zawody tego cyklu rozgrywane są pod tą nazwą dopiero od 1937) wywalczyła złoty medal we florecie indywidualnym. Na podium wyprzedziła Węgierkę Ernę Bogen-Bogáti i Dunkę Mitzi With. Był to pierwszy w historii złoty medal dla Wielkiej Brytanii w zawodach tego cyklu. Na tej samej imprezie razem z Betty Arbuthnott, Mary Geddes i Judy Guinness zdobyła drużynowo srebrny medal. Ponadto w zawodach drużynowych zdobyła również brązowy medal na mistrzostwach świata w Warszawie rok później. 
Nigdy nie wzięła udziału w igrzyskach olimpijskich. Parę tygodni przed rozpoczęciem igrzysk olimpijskich w Berlinie w 1936 roku zachorowała na zapalenie wyrostka robaczkowego, co uniemożliwiło jej start.
Czterokrotnie zdobywała mistrzostwo kraju we florecie indywidualnym: w latach 1934, 1935, 1936 i 1937.